# Панантукан
Панантукан (также сунтукан) — прикладной элемент филиппинского боевого искусства арнис (эскрима), ударная техника руками. Кришна Годанья (Krishna Godhania), автор книги «Эскрима: филиппинское боевое искусство» поясняет, что панантукан является частью стиля пангамут (pangamut, pangamot — «голые руки»), который включает в себя три техники: панантукан/сунтукан (удары руками), пананджакман/сикаран/сипа (удары ногами), думог (захваты руками и удушения).
Стиль также известен как мано-мано (техника «рука-в-руку»), часто просто филиппинский бокс. Изначальное название стиля пананунтукан (Panununtukan) в мире известно в более короткой версии слова — «панантукан».

## Этимология и связанные термины
«Панантукан» (также ошибочно называемый «панантукен» — из-за распространенного в США произношения буквы «U» как «A») — это сокращение слова «пананунтукан» (от бисайского «удары руками»), оказавшегося слишком сложным для произношения за пределами Филиппин. Во всяком случае, ранние популяризаторы стиля вроде Теда Лукайлукай (Ted Lucaylucay) использовали именно это название уже в середине 90-х годов XX века. Есть сведения о том, что изначально Лукайлукай хотел назвать свой стиль «сунтуканом», но опасался, что его будут путать со стилем карате сётокан, поэтому решил использовать термин «панантукан» .
Другой известный популяризатор стиля Дэн Иносанто, ученик Брюса Ли, совместивший традиционные филиппинские техники со стилем джиткундо и техниками бокса) также называл свой стиль «панантукан». Интересно, что термины «панантукан» и «пананджакман» практически неизвестны на Филиппинах, они используются, в основном, в западных версиях арниса.
«Сунтукан» — название стиля по тагальски, происходит от слова «сунток» (suntok) удар кулаком.
«Пангамот» или «пакамот» (pangamot, pakamot) — оба слова родом из себуанского языка, от слова «рука» (kamot). Разные варианты названия отражают особенности произношения в диалектах.
«Мано-мано» происходит от испанского «рука-в-руку». Фраза Mano-mano na lang, o?" («Обсудим это на кулаках?») на Филиппинах часто используется для того, чтобы прекратить дискуссию.

## Отличительные особенности

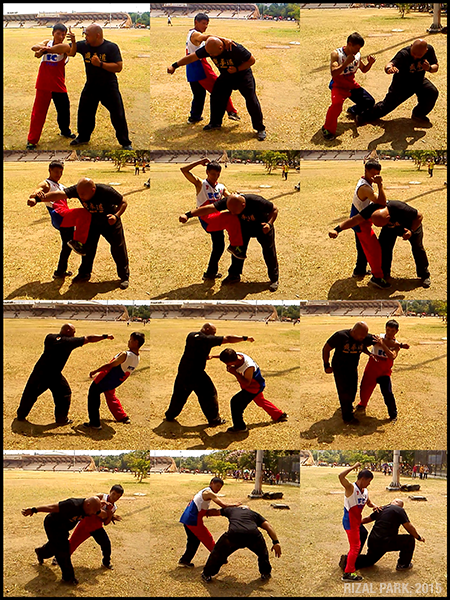
Suntukang Kalye (dirty street boxing) with locks, trips, knees, throws and elbows

Исторически, техника панантукан связана с искусством владения ножом и палкой (арнис).
Когда Филиппины находились под властью испанцев, боевые единоборства были запрещена, так что вместо ножей и ротанговых палок бойцы тренировались с голыми руками. Дон Стрэдли (Don Stradley) в статье о филиппинском боксе пишет:

Одно из отличий филиппинских боевых искусств от современного бокса заключается в том, что бойцы сантукана не стояли друг напротив друга, обмениваясь ударами в голову. Вместо этого они кружили друг напротив друга, ища точку входа. В конце концов, никто не будет стоять прямо и ждать удара, если у вас в руках нож. В филиппинских боевых искусствах, очень сильно влияние ножевой школы..
Оригинальный текст (англ.)One difference between the Filipino martial art and modern boxing is that practitioners of Suntukan didn't stand and trade head shots. Instead, they circled constantly, looking for openings. After all, one wouldn't stand and trade if you were holding knives. In Filipino martial arts, the spirit of the knife was still implied..
Вторым важным отличием от других единоборств является отсутствие правил. Панантукан — это не спорт, а скорее система уличного рукопашного боя. Техники не адаптировались под спортивные соревнования, отсюда и репутация «грязной уличной драки», «грязного бокса» (dirty boxing).
Арсенал панантукан включает в себя удары кулаком, удары локтями, удары головой, удары плечом и разрушающие удары по суставам, сухожилиям или мышцам. Удары руками часто комбинируются с ударами ногами (сикаран): по нижнему уровню, сбивающими с ног, ударами коленями в ноги, голень, пах. Типичные цели для ударов панантукан: бицепс, трицепс, глаза, нос, челюсть, висок, пах, рёбра, спина и затылок.
Хотя многие известные филиппинские боксёры, такие как Эстанеслао «Танни» дель Кампо (Estaneslao «Tanny» del Campo) и Буэнавентура «Кид Бентура» Лукайлукай (Buenaventura «Kid Bentura» Lucaylucay), отец Лаки Лукайлукая, практиковали олимпийсккую технику бокса, они также использовали технику «пангамот», отличавшуюся от западного бокса.

## Оружие

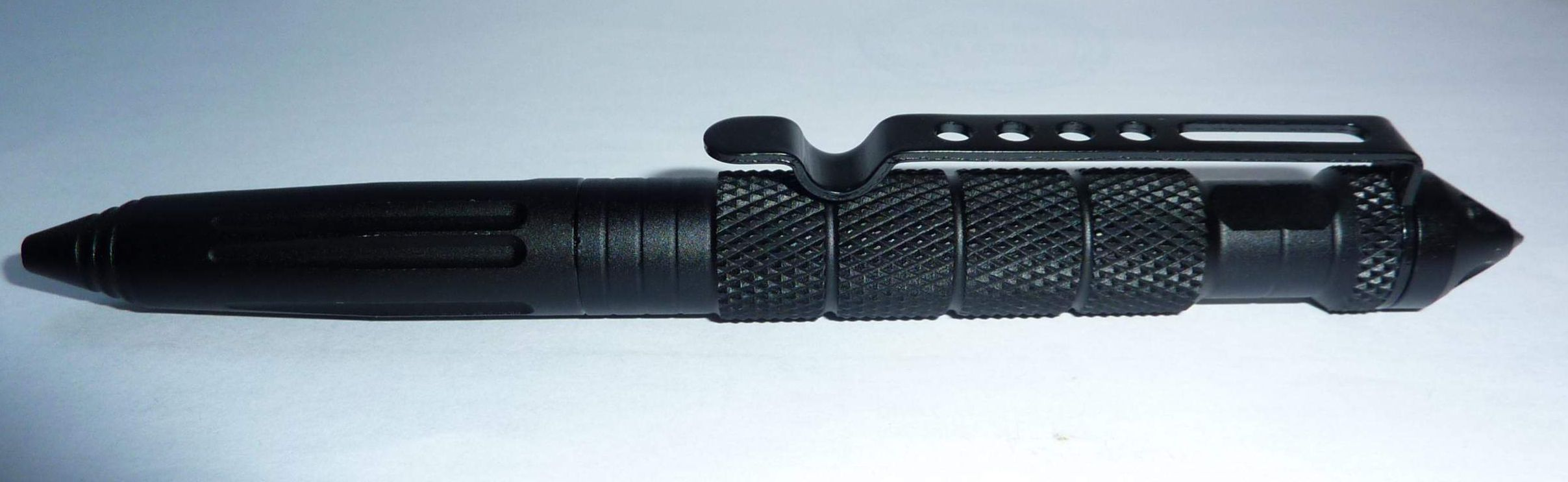
Тактическая ручка

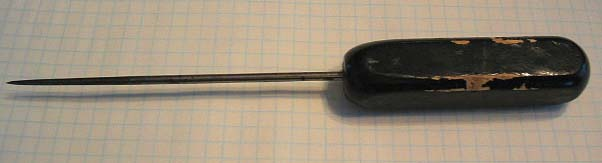
Нож для колки льда

Хотя панантукан рассчитан на рукопашный бой, в его арсенале есть приёмы с ножом, короткой палкой из пальмового дерева (dulo y dulo), напоминающей японскую явару (в современном варианте — тактическую ручку), а также с пестиком (ножом) для колки льда Использование оружия фундаментально не меняет технику панантукан. Оружие, как правило, небольших размеров, такое, чтобы его удобно было прятать.
Бойцы панантукан стараются минимизировать контакт с противником, поскольку в руке у него может быть какое-то оружие (на Фиплиппинах в уличных драках в ход часто идут ножи) Это приводит к тому, что в технике панантукан отбивы и уклоны используются чаще, чем блоки или захваты.

## Связь со стилями арнис/эскрима/кали
Панантукан является рукопашным аспектом арнис и кали. В основе техники арнис лежит работа с палкой, в основе кали — работа с ножом. «Одни и те же движения (а так же приемы атак и контратак) в Филиппинских единоборствах, могут быть выполнены как с оружием (в том числе с подручными предметами), так и без него. В этом отношении Арнис уникален. Он дает человеку возможность, относительно за короткий срок, овладеть навыками универсально-прикладной боевой системы», — отмечает Гуро Александр Плаксин.
В целом, в арнис рукопашный бой изучается как дополнение к техникам с оружием: в рукопашный бой переходят тогда, когда боец потерял оружие или находится в опасной близости от соперника (клинч).
Интересно, что в некоторых классических школах экскрима, термины «мано мано» (Mamo mano), «де кадена» (De Cadena — от испанского «на цепи»), и «кадена де мано» (Cadena de Mano — от испанского «ручная цепь») используются также применительно к рукопашному бою. Отличительная особенность панантукан — добавление к движениям ударов ногами, захватов и бросков.
Известно, что некоторые филиппинские боксеры-чемпионы практировали эскрима. Чемпион мира Цеферино Гарсиа (известный тем, что познакомил западный бокс с ударом боло) в юности много работал с ножом боло, отработав на сахарном тростнике свой «коронный удар» по дуге. Легендарный чемпион мира Габриэль Элорде практиковал стиль Балинтавак Эскрима (c его основателем Венансио Баконом), откуда позаимствовал сложную технику движения ног, которой его научил отец «Тананг» Элорде («Tatang» Elorde), чемпион по эскриме провинции Себу Эту технику перемещений затем заимствовали многие боксёры, в частности, его друг Мохаммед Али.

## Техники панантукан

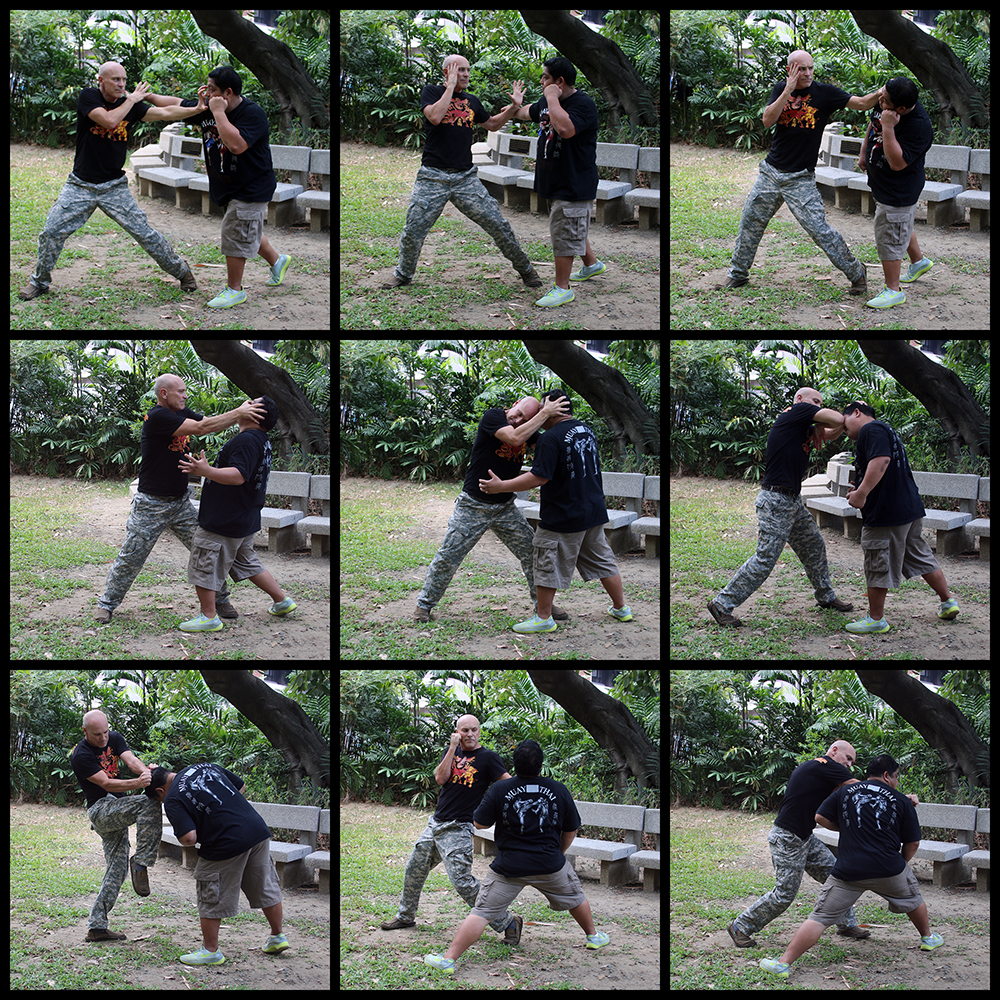
Демонстрация техник панантукан

### Скорость, последовательность ударов, ритм
В панантукане акцент делается на скорость нанесения ударов и их количество. Задача в том, чтобы атака была настоящим шквалом ударов по разным уровням — как результат, защищаться от них сложно или невозможно. Многие удары в панантукане выполняются на «половине движения», как отвлекающий манёвр для нанесения основных, мощных ударов. Примером таких движений может быть быстрый хлопок или колящий удар в глаз, который выполняется после джеба той же рукой в стандартной комбинации джеб-кросс-хук: здесь удар в глаз отвлекает внимание соперника от кросса. Иногда, в боксёрские комбинации также добавляются удары ногами, калечащие и дезориентирующие противника.

### Углы и перемещения
Техника перемещений по углам, заимствованная из эскрима очень важна в панантукане: задача заключается в том, чтобы, уклоняясь от ударов, переместиться во внешнюю зону соперника, где ему сложнее защищаться. В атаке боец панантукан будет переключаться с одного противника на другого, постоянно перемещаясь. Перемещения в панантукане часто отрабатывают на основе работы с ротанговыми палками.